# Puig de la Batalla
El Puig de la Batalla és una muntanya de 1.052,9 metres que es troba al municipi de Campdevànol, a la comarca catalana del Ripollès. Al cim podem trobar-hi un vèrtex geodèsic (referència 289085001).